# Czyżyny Monopol
Czyżyny Monopol – zamknięty w 1953 roku i zlikwidowany w 1956 roku przystanek osobowy w Krakowie, w dzielnicy Czyżyny, w województwie małopolskim. Został oddany do użytku w 1941 roku przez DRG.